# Ондо (штат)
Ондо (англ. Ondo State) — штат у південно-західній частині Нігерії, в історико-культурному плані відноситься до Йорубаленду. 25-й за площею та 18-й за населенням штат Нігерії. Адміністративний центр штату — місто Акура.

## Адміністративний поділ
Штат ділиться на 18 районів місцевого управління:
- Північно-Східний Акоко (Адм. центр — Ікаре)
- Північно-Західний Акоко
- Південно-Східний Акоко
- Південно-Західний Акоко
- Південний Акуре
- Північний Акуре
- Есе-одо
- Іданре
- Іфедоре
- Іладже
- Іле-Олуджі
- Ірелн
- Одигбо
- Окітіпупа
- Східний Ондо
- Західний Ондо
- Осе
- Ово

## Економіка
Ондо — аграрний штат, що спеціалізується на вирощуванні какао і бавовни. У штаті також розвинена харчова промисловість.